# Itanhaém
Itanhaém (Aussprache: „Itanja-ähh“, Audio hören) ist eine Gemeinde an der Küste des brasilianischen Bundesstaates São Paulo. Die Stadt ist Teil der Metropolregion Baixada Santista um die rund 55 km östlich gelegene Hafenstadt Santos. Die Distanz zur Staatshauptstadt São Paulo beträgt etwa 75 km. Itanhaém hat 96.222 Einwohner (2015) auf einer Fläche von 599 km² – was eine Bevölkerungsdichte von 161 Personen pro km² ergibt.

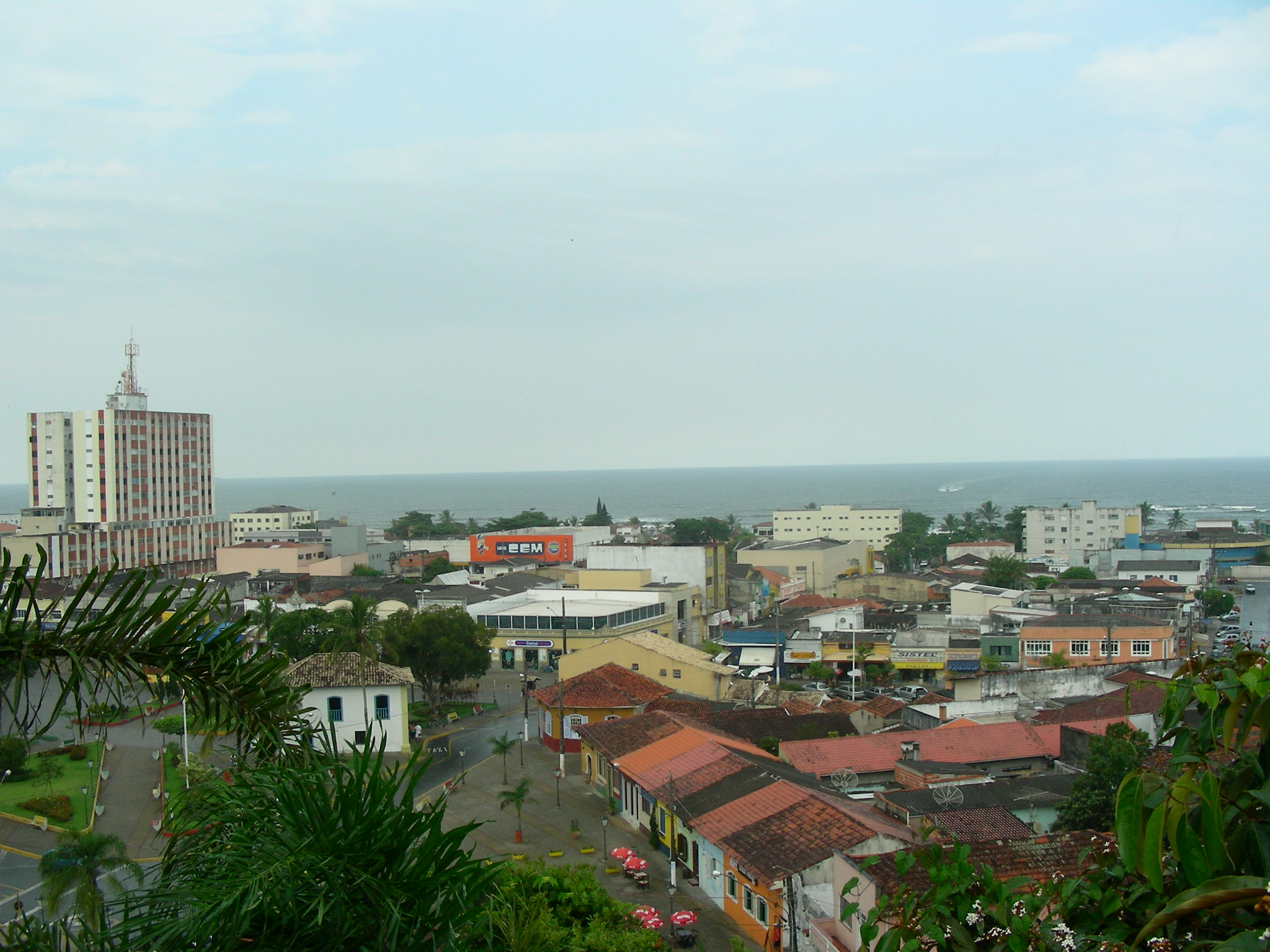
Blick auf Itanhaém

Die Gemeinde hat den offiziellen Status eines Badekurortes, einer Estância balneária. Die Wirtschaft ist vom Tourismus bestimmt. Zahlreiche Strände locken Besucher vor allem aus der Staatshauptstadt São Paulo mit ihren mehr als 10 Millionen Menschen an. Insbesondere in den 1970er Jahren war es modisch in Itanhaém Urlaub zu machen, während heute eher das weiter östlich gelegene Guarujá favorisiert wird.
Im hügeligen Hinterland des Gemeindegebietes dominiert der atlantische Regenwald, die Mata Atlântica. Der größte Fluss ist der Rio Itanhaém.
Zum Gemeindegebiet gehört auch die Insel Queimada Grande und deren kleine Nebeninsel Queimada Pequena.

## Söhne und Töchter der Gemeinde
- Miguel Silva Júnior (* 1948), Radrennfahrer